# Jiří Podivínský
Jiří Podivínský (* 9. května 1938 Olomouc) je český lékař, neurolog a geriatr, v letech 1988–2008 ředitel Odborného léčebného ústavu Moravský Beroun, od roku 1992 primář oddělení cévních mozkových příhod (CMP). V roce 2004 založil občanské sdružení Pamatováček, které pomáhá pacientům trpícím Alzheimerovou chorobou.

## Životopis
Po základní škole dokončil studium na střední zdravotnické škole. Poté, co byl jeho otec v roce 1960 odsouzen za členství ve zločinecké skupině, opustil Podivínský dobrovolně vysokou školu. Několik let pak pracoval na Klinice nukleární medicíny, ke studiím se nicméně vrátil v roce 1964. Na Lékařské fakultě Univerzity Palackého v Olomouci tak promoval v roce 1971. V roce 1974 začal působit na Neurologické klinice v Olomouci, v letech 1988–2008 byl ředitelem Odborného léčebného ústavu v Moravském Berouně, kde v roce 1992 spoluzaložil oddělení cévních mozkových příhod, jehož se následně stal primářem. V červnu 2004 založil Občanské sdružení Pamatováček, které pomáhá lidem postiženým Alzheimerovou chorobou a jejich blízkým.

### Rodinný život
Jiří Podivínský se narodil jako jediné dítě Josefa Podivínského a Dory Podivínské (roz. Repperové) v květnu 1938 v Olomouci. Vzhledem k tomu, že jeho matka byla židovka a manžel Josef se s ní odmítal rozvést, byl jeho otec na konci druhé světové války v roce 1944 uvězněn v Postoloprtech. Matka Dora byla nedlouho poté převezena do pražského sběrného Tábora Hagibor, odkud byla v lednu 1945 převezena do Koncentračního tábora Terezín. Oba rodiče věznění přežili a krátce po konci války se vrátili. Byl čtyřikrát ženatý, jeho první manželka Pavla zemřela v roce 1984. K roku 2023 je ženatý s Marií Podivínskou (roz. Brostíkovou). Má dvě dcery z prvního manželství, Evu (* 1961) a Pavlu (* 1971).